# 尼查
尼查是奥地利施蒂利亚州魏茨县的一个市镇。总面积14.12平方公里，总人口1395人，人口密度98.8人/平方公里（2005年）。